# Вика (приток Анграпы)
Вика (истор. нем. Wieke, Wiek) — река в России, протекает по территории Озёрского и Гусевского районов Калининградской области. Устье реки находится в 56 км от устья Анграп по правому берегу. Длина реки — 26 км, площадь водосборного бассейна — 256 км². Высота устья — 47 м над уровнем моря.
- В 2 км от устья, впадает правобережный приток река Селецкая.
- В 11 км от устья, впадает правобережный приток река Разливная.

## Данные водного реестра
По данным государственного водного реестра России относится к Балтийскому бассейновому округу, водохозяйственный участок реки — Преголя. Относится к речному бассейну реки Неман и рекам бассейна Балтийского моря (российская часть в Калининградской области).
Код объекта в государственном водном реестре — 01010000212104300010077.